# Terrell Burgess
Terrell Joseph-Nathaniel Burgess (Oceanside, California, 12 de noviembre de 1998) más conocido como Terrell Burgess, es un jugador profesional estadounidense de fútbol americano que se desempeña en la posición de safety en Washington Commanders, equipo de la National Football League (NFL).

## Carrera
Fue seleccionado en la tercera ronda en la Reunión Anual de Selección de Jugadores de la NFL de 2020. Hizo su debut profesional con el equipo Los Angeles Rams, en el cual jugó tres temporadas (2020-2022), después pasó a New York Giants (2022-2023), luego pasó a Washington Commanders, donde lleva jugando una temporada.